# Wolfram Player
Wolfram Player (ранее CDF-Player)— программа для просмотра файлов Wolfram Notebook и формата вычисляемых документов (англ. CDF - Computable document format). Разработана компанией Wolfram Research.
Wolfram Player целиком содержит библиотеку времени исполнения системы Mathematica, что делает возможной динамическую интерактивность файлов в формате CDF. В частности содержимое документа может генерироваться в ответ на действие пользователя с помощью любых алгоритмов или визуализационных функций, которые можно описать в системе Mathematica. Это также позволяет  Player’у читать блокноты системы Mathematica. Существует также версия Wolfram Player Pro.

### История
Первая версия программы Mathematica Player вышла в 2007 году и позволяла просматривать демонстрации, показывающие возможности системы Mathematica, а также читать блокноты, созданные в ней, но без возможности редактирования. Создание файлов в формате CDF было добавлено в программу Wolfram Mathematica версии 8 в 2010 году. Первые версии CDF Player распространялись в виде плагинов для браузера. Новый формат CDF был предназначен для создания интерактивных документов, позволял упростить создание инфографики, отчётов, а также включать в документы данные, обновляемые в режиме реального времени.
Прежняя версия программы CDF Player также могла использоваться в качестве плагина в браузерах Internet Explorer, Mozilla Firefox, Google Chrome, Opera и Safari для просмотра CDF-файлы на веб-страницах, но затем поддержка основными браузерами плагинов на основе NPAPI была прекращена, после чего компания Wolfram Research прекратила выпуск и поддержку такого плагина.
В 2017 году выпущена версия Wolfram Player для операционной системы iOS.

## История версий
- CDF Player 10.4.1 (2016)
- 12 (2019)